# 因曼鎮區 (內布拉斯加州霍爾特縣)
因曼鎮區（英語：Inman Township）是位於美國內布拉斯加州霍爾特縣的一個行政鎮區。

## 地方資料
因曼鎮區的面積為247.65平方千米，當中陸地面積為247.62平方千米，而水域面積為0.03平方千米。根據2020年美國人口普查的數據，當地共有人口263人，而人口密度為每平方千米1.06人。